# Regionalwahl in den Marken 1990
Die Regionalwahl in den Marken 1990 fand am 6. und 7. Mai statt.

## Wahlergebnis
| Listen            | Listen                                        | Stimmen   | %    | Mandate |
| ----------------- | --------------------------------------------- | --------- | ---- | ------- |
|                   | Democrazia Cristiana                          | 359.360   | 36,3 | 15      |
|                   | Partito Comunista Italiano                    | 296.838   | 30,0 | 13      |
|                   | Partito Socialista Italiano                   | 125.510   | 12,7 | 5       |
|                   | Movimento Sociale Italiano – Destra Nazionale | 38.880    | 3,9  | 1       |
|                   | Partito Repubblicano Italiano                 | 36.706    | 3,7  | 1       |
|                   | Lista Verde                                   | 34.370    | 3,5  | 1       |
|                   | Partito Socialista Democratico Italiano       | 24.549    | 2,5  | 1       |
|                   | Caccia Pesca Ambiente                         | 20.700    | 2,1  | 1       |
|                   | Partito Liberale Italiano                     | 16.736    | 1,7  | 1       |
|                   | Verdi Arcobaleno                              | 14.026    | 1,4  | 1       |
|                   | Democrazia Proletaria                         | 9.570     | 1,0  | –       |
|                   | Antiproibizionisti sulla Droga                | 8.945     | 0,9  | –       |
|                   | Lega Lombarda – Lega Centro                   | 2.440     | 0,2  | –       |
|                   | Azione Democratica Pensionati                 | 1.734     | 0,2  | –       |
| Gesamt            | Gesamt                                        | 990.364   | 100  | 40      |
|                   |                                               |           |      |         |
| Ungültige Stimmen | Ungültige Stimmen                             | 79.005    | 7,4  |         |
| Wähler            | Wähler                                        | 1.069.369 | 89,5 |         |
| Wahlberechtigte   | Wahlberechtigte                               | 1.194.848 |      |         |